# Cucurbitaria delitescens
Cucurbitaria delitescens är en svampart som beskrevs av Sacc. 1881. Cucurbitaria delitescens ingår i släktet Cucurbitaria och familjen Cucurbitariaceae.   Inga underarter finns listade i Catalogue of Life.